# Bột Nhi Chỉ Cân thị (Tống Cung Đế)
Nguyên triều Công chúa Bột Nhi Chỉ Cân thị (元朝公主孛儿只斤氏; ? - ?) là Công chúa Mông Cổ nhà Nguyên, con gái của Nguyên Thế Tổ Hốt Tất Liệt, hoàng đế sáng lập ra triều Nguyên trong lịch sử Trung Quốc. Bà kết hôn với Tống Cung Đế Triệu Hiển năm 1276 sau khi triều đình Tống thua trận trước quân Mông Cổ và Cung Đế bị bắt đến Thượng Đô, do vậy bà không được liệt kê là hậu phi nhà Tống. 

## Tiểu sử
Công chúa Bột Nhi Chỉ Cân thị, không rõ tên thật. Hành trạng của bà không được ghi nhiều. Theo ghi chép trong Sử tập của Lạp Thi Đặc phần kỷ Hốt Tất Liệt hãn, Lưỡng sơn mặc đàm của Trần Đình và Quốc các của Đàm Thiên, bà là con vợ lẽ của Nguyên Thế Tổ Hốt Tất Liệt. Có thuyết nói bà là tông nữ. 
Năm 1276, triều đình nhà Tống đầu hàng trước cuộc xâm lược mạnh mẽ của binh đoàn Mông - Nguyên. Đội quân Mông Cổ bắt Tống Cung Đế đến điện Đại An, Thượng Đô để diện kiến Nguyên Thế Tổ. Thương cho hoàn cảnh của Cung Đế, Thế Tổ vô cùng hậu đãi, phong Cung Đế làm Doanh quốc công, khai phủ nghi đồng tam ti và gả Công chúa Bột Nhi Chỉ Cân thị. Họ được ban sống ở Đại Đô. Có thể phong hiệu khi đó của Công chúa là [Doanh Quốc công phu nhân; 嘉国公夫人]. 
Năm Chí Nguyên 19 (1289), Nguyên Thế Tổ dời Doanh quốc công đến Thượng Đô. Để bảo toàn tông tộc triều Tống, tháng 10 ÂL năm 1288 Thế Tổ hạ lệnh Doanh quốc công đến sống ở đất Thổ Phiên. Khi này vợ chồng Công chúa có một con trai đặt tên Triệu Hoàn Phổ. 
Mặc dù Doanh quốc công nhận nhiều đặc ân dưới thân phận cựu hoàng đế, bản thân Công chúa cũng tôn trọng phu quân, song ông không bao giờ quên mình là hoàng đế Nam Tống. Trước cảnh nước mất nhà tan, ông sáng tác thơ bày tỏ sự mong cầu bình yên cho triều đại Nam Tống, và nỗi căm thù vạn kiếp bất phục với Mông Nguyên. Do vậy, ông đã chọc giận hoàng đế Nguyên Anh Tông khi đó. Vào năm Chí Trị thứ ba (1323), mặc Công chúa cầu xin, Doanh quốc công vẫn bị Anh Tông xử tử ở Hà Tây. Triệu Hoàn Phổ nhờ có mẹ là Công chúa nên được tha. Khi Hồng cân quân khởi nghĩa, triều đình không muốn Hoàn Phổ lọt vào tay nghĩa quân Hán tộc nên dời đến Đôn Hoàng gần biên cương và canh phòng cẩn mật. Sau đó không còn ghi chép về Hoàn Phổ cũng như Công chúa.